# Riley Hill (Canouan)
Der Riley Hill ist ein Hügel auf der Karibikinsel Canouan im Staat St. Vincent und die Grenadinen. Er liegt im Zentrum der Insel, am nordöstlichen Rand von Charlestown. Er erreicht eine Höhe von 77 m.